# Gran Premio di superbike di Valencia 2002
Il Gran Premio di superbike di Valencia 2002 è stato la prima prova su tredici del campionato mondiale Superbike 2002, disputato il 10 marzo sul circuito di Valencia, ha visto la vittoria di Troy Bayliss in gara 1, lo stesso pilota si è ripetuto anche in gara 2.
La vittoria nella gara valevole per il campionato mondiale Supersport è stata ottenuta da Fabien Foret, mentre la gara del campionato Europeo della classe Superstock viene vinta da Vittorio Iannuzzo.

## Risultati

### Gara 1

#### Arrivati al traguardo[5]
| Pos. | Nº  | Pilota               | Squadra                   | Motocicletta       | Giri | Tempo     | Griglia | Punti |
| ---- | --- | -------------------- | ------------------------- | ------------------ | ---- | --------- | ------- | ----- |
| 1º   | 1   | Troy Bayliss         | Ducati Infostrada         | Ducati 998 F 02    | 23   | 36:51.963 | 1º      | 25    |
| 2º   | 41  | Noriyuki Haga        | Playstation2-FGF Aprilia  | Aprilia RSV 1000   | 23   | +0:03.176 | 4º      | 20    |
| 3º   | 155 | Ben Bostrom          | Ducati L & M              | Ducati 998 F 02    | 23   | +0:03.316 | 2º      | 16    |
| 4º   | 2   | Colin Edwards        | Castrol Honda             | Honda VTR 1000 SP2 | 23   | +0:04.027 | 3º      | 13    |
| 5º   | 11  | Rubén Xaus           | Ducati Infostrada         | Ducati 998 F 02    | 23   | +0:08.710 | 9º      | 11    |
| 6º   | 100 | Neil Hodgson         | HM Plant Ducati           | Ducati 998 F 01    | 23   | +0:14.445 | 5º      | 10    |
| 7º   | 14  | Hitoyasu Izutsu      | Kawasaki Racing           | Kawasaki ZX-7RR    | 23   | +0:15.895 | 7º      | 9     |
| 8º   | 10  | Gregorio Lavilla     | Alstare Suzuki Corona     | Suzuki GSX-R750 Y  | 23   | +0:30.815 | 12º     | 8     |
| 9º   | 7   | Pierfrancesco Chili  | Ducati NCR                | Ducati 998 RS      | 23   | +0:30.820 | 10º     | 7     |
| 10º  | 9   | Chris Walker         | Kawasaki Racing           | Kawasaki ZX-7RR    | 23   | +0:31.596 | 11º     | 6     |
| 11º  | 33  | Juan Borja           | Spaziotel Racing          | Ducati 998 RS      | 23   | +0:31.667 | 6º      | 5     |
| 12º  | 52  | James Toseland       | HM Plant Ducati           | Ducati 998 F 01    | 23   | +0:36.270 | 13º     | 4     |
| 13º  | 30  | Alessandro Antonello | DFX Racing Ducati Pirelli | Ducati 998 RS      | 23   | +0:39.972 | 17º     | 3     |
| 14º  | 19  | Lucio Pedercini      | Pedercini                 | Ducati 998 RS      | 23   | +0:43.802 | 8º      | 2     |
| 15º  | 12  | Broc Parkes          | Ducati NCR                | Ducati 996 R       | 23   | +0:46.652 | 18º     | 1     |
| 16º  | 20  | Marco Borciani       | Pedercini                 | Ducati 998 RS      | 23   | +0:47.572 | 15º     |       |
| 17º  | 99  | Steve Martin         | DFX Racing Ducati Pirelli | Ducati 998 RS      | 23   | +0:48.867 | 14º     |       |
| 18º  | 36  | Ivan Clementi        | Kawasaki Bertocchi        | Kawasaki ZX-7RR    | 23   | +1:23.998 | 19º     |       |
| 19º  | 46  | Mauro Sanchini       | Kawasaki Bertocchi        | Kawasaki ZX-7RR    | 23   | +1:25.843 | 23º     |       |
| 20º  | 69  | Thierry Mulot        | Pacific                   | Ducati 996 RS      | 23   | +1:36.513 | 20º     |       |
| 21º  | 5   | Mark Heckles         | Castrol Honda Rumi        | Honda VTR 1000 SP2 | 22   | +1 giro   | 21º     |       |

#### Ritirati
| Nº | Pilota        | Squadra         | Motocicletta       | Giri | Griglia |
| -- | ------------- | --------------- | ------------------ | ---- | ------- |
| 70 | Yann Gyger    | White Endurance | Honda VTR 1000 SP1 | 12   | 25º     |
| 28 | Serafino Foti | Pedercini       | Ducati 996 RS      | 12   | 16º     |
| 68 | Bertrand Stey | White Endurance | Honda VTR 1000 SP1 | 3    | 22º     |

### Gara 2

#### Arrivati al traguardo[6]
| Pos. | Nº  | Pilota          | Squadra                   | Motocicletta       | Giri | Tempo     | Griglia | Punti |
| ---- | --- | --------------- | ------------------------- | ------------------ | ---- | --------- | ------- | ----- |
| 1º   | 1   | Troy Bayliss    | Ducati Infostrada         | Ducati 998 F 02    | 20   | 32:03.384 | 1º      | 25    |
| 2º   | 41  | Noriyuki Haga   | Playstation2-FGF Aprilia  | Aprilia RSV 1000   | 20   | +0:01.178 | 4º      | 20    |
| 3º   | 2   | Colin Edwards   | Castrol Honda             | Honda VTR 1000 SP2 | 20   | +0:02.285 | 3º      | 16    |
| 4º   | 155 | Ben Bostrom     | Ducati L & M              | Ducati 998 F 02    | 20   | +0:05.144 | 2º      | 13    |
| 5º   | 100 | Neil Hodgson    | HM Plant Ducati           | Ducati 998 F 01    | 20   | +0:17.382 | 5º      | 11    |
| 6º   | 14  | Hitoyasu Izutsu | Kawasaki Racing           | Kawasaki ZX-7RR    | 20   | +0:25.810 | 7º      | 10    |
| 7º   | 9   | Chris Walker    | Kawasaki Racing           | Kawasaki ZX-7RR    | 20   | +0:31.737 | 11º     | 9     |
| 8º   | 33  | Juan Borja      | Spaziotel Racing          | Ducati 998 RS      | 20   | +0:33.207 | 6º      | 8     |
| 9º   | 99  | Steve Martin    | DFX Racing Ducati Pirelli | Ducati 998 RS      | 20   | +0:37.701 | 14º     | 7     |
| 10º  | 52  | James Toseland  | HM Plant Ducati           | Ducati 998 F 01    | 20   | +0:38.211 | 13º     | 6     |
| 11º  | 19  | Lucio Pedercini | Pedercini                 | Ducati 998 RS      | 20   | +0:40.939 | 8º      | 5     |
| 12º  | 20  | Marco Borciani  | Pedercini                 | Ducati 998 RS      | 20   | +0:41.840 | 15º     | 4     |
| 13º  | 36  | Ivan Clementi   | Kawasaki Bertocchi        | Kawasaki ZX-7RR    | 20   | +0:59.743 | 19º     | 3     |
| 14º  | 28  | Serafino Foti   | Pedercini                 | Ducati 996 RS      | 20   | +1:00.031 | 16º     | 2     |
| 15º  | 46  | Mauro Sanchini  | Kawasaki Bertocchi        | Kawasaki ZX-7RR    | 20   | +1:06.110 | 23º     | 1     |
| 16º  | 69  | Thierry Mulot   | Pacific                   | Ducati 996 RS      | 20   | +1:24.624 | 20º     |       |
| 17º  | 68  | Bertrand Stey   | White Endurance           | Honda VTR 1000 SP1 | 20   | +1:34.160 | 22º     |       |

#### Ritirati
| Nº | Pilota               | Squadra                   | Motocicletta       | Giri | Griglia |
| -- | -------------------- | ------------------------- | ------------------ | ---- | ------- |
| 5  | Mark Heckles         | Castrol Honda Rumi        | Honda VTR 1000 SP2 | 18   | 21º     |
| 7  | Pierfrancesco Chili  | Ducati NCR                | Ducati 998 RS      | 9    | 10º     |
| 10 | Gregorio Lavilla     | Alstare Suzuki Corona     | Suzuki GSX-R750 Y  | 8    | 12º     |
| 70 | Yann Gyger           | White Endurance           | Honda VTR 1000 SP1 | 8    | 25º     |
| 11 | Rubén Xaus           | Ducati Infostrada         | Ducati 998 F 02    | 7    | 9º      |
| 30 | Alessandro Antonello | DFX Racing Ducati Pirelli | Ducati 998 RS      | 6    | 17º     |

### Supersport

#### Arrivati al traguardo
| Pos. | Nº | Pilota               | Squadra                | Motocicletta    | Giri | Tempo     | Punti |
| ---- | -- | -------------------- | ---------------------- | --------------- | ---- | --------- | ----- |
| 1º   | 99 | Fabien Foret         | Ten Kate Honda         | Honda CBR 600F  | 23   | 38'11.646 | 25    |
| 2º   | 12 | Stéphane Chambon     | Alstare Suzuki Corona  | Suzuki GSX-R600 | 23   | +0.316    | 20    |
| 3º   | 91 | Christian Kellner    | Yamaha Motor Germany   | Yamaha YZF R6   | 23   | +7.276    | 16    |
| 4º   | 17 | Chris Vermeulen      | Van-zon-Honda-T.K.R.   | Honda CBR 600F  | 23   | +7.301    | 13    |
| 5º   | 1  | Andrew Pitt          | Kawasaki Racing        | Kawasaki ZX-6R  | 23   | +8.270    | 11    |
| 6º   | 69 | James Whitham        | Yamaha Belgarda        | Yamaha YZF R6   | 23   | +8.417    | 10    |
| 7º   | 15 | Alessio Corradi      | Team Italia Spadaro    | Yamaha YZF R6   | 23   | +20.607   | 9     |
| 8º   | 2  | Paolo Casoli         | Yamaha Belgarda        | Yamaha YZF R6   | 23   | +22.203   | 8     |
| 9º   | 44 | Antonio Carlacci     | Lorenzini by Leoni     | Yamaha YZF R6   | 23   | +31.838   | 7     |
| 10º  | 71 | Werner Daemen        | Van-zon-Honda-T.K.R.   | Honda CBR 600F  | 23   | +33.625   | 6     |
| 11º  | 11 | Piergiorgio Bontempi | Ducati NCR Nortel Net. | Ducati 748 R    | 23   | +34.495   | 5     |
| 12º  | 16 | Gianluca Nannelli    | Rox Racing             | Ducati 748 R    | 23   | +39.429   | 4     |
| 13º  | 81 | Robert Ulm           | BKM Honda Racing       | Honda CBR 600F  | 23   | +40.354   | 3     |
| 14º  | 7  | Karl Muggeridge      | Honda UK Race          | Honda CBR 600F  | 23   | +40.534   | 2     |
| 15º  | 8  | James Ellison        | Kawasaki Racing        | Kawasaki ZX-6R  | 23   | +40.752   | 1     |
| 16º  | 3  | Jörg Teuchert        | Yamaha Motor Germany   | Yamaha YZF R6   | 23   | +47.064   |       |
| 17º  | 37 | Katsuaki Fujiwara    | Alstare Suzuki Corona  | Suzuki GSX-R600 | 23   | +48.015   |       |
| 18º  | 14 | Diego Giugovaz       | GIMotorsport           | Yamaha YZF R6   | 23   | +52.627   |       |
| 19º  | 10 | John McGuinness      | Honda UK Race          | Honda CBR 600F  | 23   | +1'00.208 |       |
| 20º  | 26 | Rico Penzkofer       | Shell Advance Racing   | Ducati 748 R    | 23   | +1'33.462 |       |

#### Ritirati
| Nº | Pilota           | Squadra                      | Motocicletta   | Giri |
| -- | ---------------- | ---------------------------- | -------------- | ---- |
| 9  | Iain MacPherson  | Ten Kate Honda               | Honda CBR 600F | 15   |
| 21 | Jim Moodie       | Saveko Racing                | Yamaha YZF R6  | 14   |
| 5  | Kevin Curtain    | O.P.C.M. - Racing            | Yamaha YZF R6  | 7    |
| 20 | Stefano Cruciani | T. Italia Lorenzini by Leoni | Yamaha YZF R6  | 6    |
| 33 | Robert Frost     | Saveko Racing                | Yamaha YZF R6  | 6    |
| 13 | Christophe Cogan | BKM Honda Racing             | Honda CBR 600F | 1    |

### Superstock

#### Arrivati al traguardo
| Pos. | Nº | Pilota               | Squadra                      | Motocicletta       | Giri | Tempo     | Punti |
| ---- | -- | -------------------- | ---------------------------- | ------------------ | ---- | --------- | ----- |
| 1º   | 31 | Vittorio Iannuzzo    | Alstare System Suzuki Italia | Suzuki GSX 1000 R  | 13   | 21'58.519 | 25    |
| 2º   | 28 | Giacomo Romanelli    | Alstare System Suzuki Italia | Suzuki GSX 1000 R  | 13   | +6.450    | 20    |
| 3º   | 12 | Lorenzo Alfonsi      | D.F.X. Racing Ducati Pirelli | Ducati 998 S       | 13   | +6.452    | 16    |
| 4º   | 52 | Sergio Fuertes       | Arancia                      | Ducati 998 S       | 13   | +6.870    | 13    |
| 5º   | 2  | Walter Tortoroglio   | Rumi                         | Honda CBR 900 RR   | 13   | +8.075    | 11    |
| 6º   | 33 | Ludovic Fourreau     | Arbr 'A' Cames               | Suzuki GSX 1000 R  | 13   | +10.265   | 10    |
| 7º   | 42 | Riccardo Chiarello   | D.F.X. Racing Ducati Pirelli | Ducati 998 S       | 13   | +16.421   | 9     |
| 8º   | 54 | Alex Martinez        | MRI Competicion              | Suzuki GSX 1000 R  | 13   | +16.533   | 8     |
| 9º   | 49 | Koen Vleugels        | K.S. Racing                  | Suzuki GSX 1000 R  | 13   | +18.658   | 7     |
| 10º  | 24 | Luke Quigley         | UCL Racing Honda             | Honda CBR 900 RR   | 13   | +19.803   | 6     |
| 11º  | 16 | John Bakker          | Lowlands Racing              | Ducati 998 S       | 13   | +23.515   | 5     |
| 12º  | 90 | Lorenzo Mauri        | Lorenzini by Leoni           | Yamaha YZF 1000 R1 | 13   | +23.548   | 4     |
| 13º  | 8  | Dario Tosolini       | Sacchi Corse Biassono R      | Suzuki GSX 1000 R  | 13   | +24.332   | 3     |
| 14º  | 9  | Chris Miller         | Hi-Peak Racing               | Suzuki GSX 1000 R  | 13   | +24.510   | 2     |
| 15º  | 34 | Didier Van Keymeulen | ICSAt                        | Suzuki GSX 1000 R  | 13   | +24.948   | 1     |
| 16º  | 50 | Antonio Guinovart    | Folch Endurance              | Yamaha YZF 1000 R1 | 13   | +25.289   |       |
| 17º  | 7  | Robert De Vries      | Flanders Motor Racing        | Ducati 998 S       | 13   | +26.080   |       |
| 18º  | 23 | Simon Andrews        | UCL Racing Honda             | Honda CBR 900 RR   | 13   | +37.592   |       |
| 19º  | 37 | William De Angelis   | Lorenzini by Leoni           | Yamaha YZF 1000 R1 | 13   | +40.265   |       |
| 20º  | 69 | Raffaello Fabbroni   | GIMotorsport                 | Yamaha YZF 1000 R1 | 13   | +51.242   |       |
| 21º  | 26 | Christian Nau        | Suzuki Stefan Schmidt        | Suzuki GSX 1000 R  | 13   | +51.430   |       |
| 22º  | 68 | Declan Swanton       | E.M.S. Racing                | Suzuki GSX 1000 R  | 13   | +53.947   |       |
| 23º  | 18 | Ciro Ranieri         | Five Racing                  | Yamaha YZF 1000 R1 | 13   | +54.418   |       |
| 24º  | 53 | José Hurtado         | MIRacing                     | Aprilia RSV 1000   | 13   | +56.128   |       |
| 25º  | 22 | Christian Dal Corso  | Spaziotel Racing             | Ducati 998 S       | 13   | +56.405   |       |
| 26º  | 99 | Matt Layt            | Jentin Racing                | Suzuki GSX 1000 R  | 13   | +1'09.325 |       |
| 27º  | 21 | Sergio Ruggiero      | Rox Racing                   | Ducati 998 S       | 13   | +1'11.270 |       |
| 28º  | 45 | Marek Červený        | Intermoto Progress Ecoplast  | Honda CBR 900 RR   | 13   | +1'11.691 |       |
| 29º  | 51 | Raúl Jacobo          | R.M.C.E.                     | Honda CBR 900 RR   | 13   | +1'25.669 |       |
| 30º  | 20 | Geoffrey Naze        | Zone Rouge                   | Yamaha YZF 1000 R1 | 13   | +1'43.888 |       |

#### Ritirati
| Nº | Pilota            | Squadra             | Motocicletta       | Giri |
| -- | ----------------- | ------------------- | ------------------ | ---- |
| 3  | Fabrizio De Marco | Rumi                | Honda CBR 900 RR   | 4    |
| 25 | Freddy Papunen    | Saveko Racing       | Yamaha YZF 1000 R1 | 0    |
| 4  | Andi Notman       | LiveOnScreen Racing | Suzuki GSX 1000 R  | 0    |